# Pratola Serra
Pratola Serra község (comune) Olaszország Campania régiójában, Avellino megyében.

## Fekvése
A megye északi részén fekszik, a Sabato völgyében. Határai: Candida, Manocalzati, Montefalcione, Montefredane, Montemiletto és Prata di Principato Ultra.

## Története
1812-ben alakult meg két, addig különálló község, Pratola és Serra egyesítésével. Mindkét település eredete a longobárd időkre vezethető vissza, bár a régészeti leletek tanúsága szerint már az ókorban lakott vidék volt. Első említése a századból származik. A következő századokban nemesi birtok volt. A 19. században nyerte el önállóságát, amikor a Nápolyi Királyságban felszámolták a feudalizmust.

## Népessége
A népesség számának alakulása:

## Főbb látnivalói
- Palazzo Iannaco
- Palazzo Rotondi
- Sant’Audeno-templom
- Santa Maria Addolorata-templom